# 알레산드로 마트리
알레산드로 마트리(이탈리아어: Alessandro Matri, 1984년 8월 19일 ~ )는 이탈리아의 전 축구 선수로, 포지션은 스트라이커이다.

## 수상 경력
유벤투스
- 세리에 A: (2) 2011–12, 2012–13
- 수페르코파 이탈리아나 (2) 2012, 2013
- 코파 이탈리아: 2014-15